# Stefan Lex (Handballspieler)
Stefan Lex (* 15. November 1989 in Wetzlar) ist ein deutscher Handballspieler. Er ist 1,95 m groß und wiegt 95 kg.

## Leben
Stefan Lex wuchs in Kirch - Göns (Butzbach) auf und spielte in seiner Jugend bei der HSG Wetzlar. Anschließend spielte er bis 2013 für den TV 05/07 Hüttenberg. Lex spielte meist auf der Position Rückraumrechts.  Mit den Mittelhessen schaffte er 2011 den Aufstieg in die DKB Handball-Bundesliga. 2013 wechselte er zur TSG Ludwigshafen-Friesenheim und wurde dort Stammspieler. Sein ursprünglich 2015 endender Vertrag wurde im Dezember 2014 um ein Jahr verlängert.
Ab 2016 lief er für HSC 2000 Coburg (Rückennummer 13) auf. Von der Saison 2018/19 bis zu seinem Karriereende stand Lex beim ASV Hamm-Westfalen unter Vertrag. Im Sommer 2020 gab Stefan Lex das Ende seiner Profi-Karriere bekannt, er schloss sich der in der Oberliga spielenden HSG Pohlheim an.
Er ist verheiratet und hat einen Sohn (* 2018) und eine Tochter (* 2021).